# 高柱站
高柱站位于中华人民共和国河北省石家庄市新华区泰华街与联盟路交叉口北侧地下，是石家庄地铁3号线的地铁车站，2020年1月20日随3号线一期北段开通一同投入使用。

## 历史
- 2016年6月16日，包括高柱站在内的石家庄地铁3号线一期工程北段开工建设。
- 2020年1月20日，高柱站随3号线一期北段开通投入运营[1]。

## 结构
高柱站为地下两层车站，岛式站台设计。
| 地面              | 出入口 | A、B、C、D出入口                                                                                        |
| 地下一层          | 站厅   | 客服中心、自动售票机、验票机                                                                            |
| 地下二层          | 站台   | \| \| \| █ 3号线往西三庄（西三庄） \| \| 島式 · 開左邊车门 \| \| \| \| \| \| █ 3号线往乐乡（柏林莊） \| |
|                   |        | █ 3号线往西三庄（西三庄）                                                                               |
| 島式 · 開左邊车门 |        | |
|                   |        | █ 3号线往乐乡（柏林莊）                                                                                 |

## 出入口
高柱站设4个出入口。
| 编号     | 建议前往的目的地 |
| -------- | ---------------- |
| 出口 · A | 联盟路（东北侧） |
| 出口 · B | 联盟路（东南侧） |
| 出口 · C | 联盟路（西南侧） |
| 出口 · D | 联盟路（西北侧） |

## 配套交通
| 途经高柱站的公交线路 |            | |
| 类型                 | 运营商     | 线路及主要站点 |
| 公共汽车             | 石家庄公交 | - 17路：解放广场 ↔ 新百广场 ↔ 市庄 ↔ 省生殖医院-高柱 ↔ 小安舍 - 38路：西王 ↔ 长城桥 ↔ 和平医院 ↔ 省生殖医院-高柱 ↔ 河北政务中心 - 68路：博物院 ↔ 北国商城 ↔ 省生殖医院-高柱 ↔ 赵佗公园 - 110路：市中医院东院区 ↔ 运河桥客运站 ↔ 省生殖医院-高柱 ↔ 蓝天桥 - 113路：北二环中华大街口 ↔ 省生殖医院-高柱 ↔ 河北政务中心 ↔ 西营 ↔ 财经职业学院 - 115路：纪念碑 ↔ 柏林庄 ↔ 省生殖医院-高柱 ↔ 上京·上城水岸 - 164路：北站 ↔ 省生殖医院-高柱 ↔ 铁道大学 ↔ 柳辛庄 ↔ 正定县政府 ↔ 中博电车场 |
| 1.                   |            | |